# Гадонг A
Гадонг A — один з 18 мукімів (районів) округи (даера) Бруней-Муара, Бруней.

## Райони
- Кампонг Рімба
- Перумаан Негара Рімба
- Кампонг Тунгку
- Перумаhан Негара Тунгку
- Кампонг Каток
- Кампонг Гадонг
- Кампонг Гадонг Естате
- Кампонг Пенгкалан Гадонг